# Geocerthia serrana
A Geocerthia serrana a madarak (Aves) osztályának verébalakúak (Passeriformes) rendjébe és a fazekasmadár-félék (Furnariidae) családjába tartozó Geocerthia nem egyetlen faja.

## Rendszerezése
A fajt Wladyslaw Taczanowski lengyel természettudós írta le 1875-ben, az Upucerthia nembe Upucerthia serrana néven, egyes szervezetek jelenleg is ide sorolják.

## Alfajai
- Geocerthia serrana serrana (Taczanowski, 1875)
- Geocerthia serrana huancavelicae (Morrison, 1938)

## Előfordulása
Peru nyugati részén, az Andok hegyi esőerdőiben és bokrosaiban, sziklás területeken honos.

## Megjelenése
Testhossza 20 centiméter, testtömege 44-56 gramm.

## Természetvédelmi helyzete
Az elterjedési területe nagyon nagy, egyedszáma pedig stabil. A Természetvédelmi Világszövetség Vörös listáján nem fenyegetett fajként szerepel.